# Harry Groener
Harry Groener (Augsburg, 10 september 1951) is een in Duitsland geboren Amerikaans acteur. Hij speelde onder meer de demonische burgemeester Richard Wilkins in de serie Buffy the Vampire Slayer en de verlegen neuroot Ralph Drang in Dear John. Hij maakte zijn filmdebuut als Dr. Campbell in het voor een Oscar genomineerde gevangenisdrama Brubaker uit 1980.
Groener acteert niet alleen op televisie en in de film, maar ook op het toneel. Hij werd genomineerd voor Tony Awards voor zijn rollen in de musicals Oklahoma! (1980), Cats (1983) en Crazy for You (1992). Zijn filmdebuut in Brubaker was meteen zijn eerste ervaring voor de camera. Daarop volgden eenmalige gastrollen in een reeks televisieseries als Remington Steele, St. Elsewhere, Matlock en Star Trek: The Next Generation, totdat hij in 1988 bij Dear John zijn eerste vaste (televisie)aanstelling kreeg.
Groener werd geboren in Duitsland, maar zijn ouders verhuisden met hem naar de Verenigde Staten toen hij twee jaar oud was. Hij trouwde in 1978 met de Amerikaanse actrice Dawn Didawick.

## Filmografie
- 1980: Brubaker
- 1982: The Country Girl (televisiefilm)
- 1997: Amistad
- 1998: Dance with Me
- 1998: Patch Adams
- 1999: Buddy Boy
- 2001: Role of a Lifetime
- 2001: The Day the World Ended (televisiefilm)
- 2002: About Schmidt
- 2002: Manna from Heaven
- 2002: Road to Perdition
- 2003: The Mayor (televisiefilm)
- 2006: The Last Time
- 2007: The Happiest Day of His Life
- 2008: Beautiful Loser
- 2011: The Selling
- 2014: Bread and Butter
- 2015: The Atticus Institute
- 2016: A Cure for Wellness
- 2016: Diani & Devine Meet the Apocalypse
- 2018: A Futile and Stupid Gesture
- 2018: Delirium
- 2020: A Place Among the Dead
- 2023: Oppenheimer

## Televisieseries
*Exclusief eenmalige gastrollen
- 1985: Remington Steele (Folge 4x06)
- 1987: St. Elsewhere aflevering 5x17)
- 1988: Spenser: For Hire (Fernsehserie, aflevering 3x16)
- 1988: Matlock (aflevering 2x21)

- 1988-1991: Dear John - Ralph Drang (68 afleveringen)
- 1990: Star Trek: The Next Generation - Der Telepath
- 1991: Quantum Leap (aflevering 4x05)
- 1995: Law & Order - Draufgänger
- 1996: Star Trek: Voyager - Das Ritual
- 1996: Caroline in the City (aflevering 2x11)
- 1996-1997: Mad About You - Brockwell (4 afleveringen)
- 1997: Home Improvement (aflevering 6x15)
- 1997: Just Shoot Me! (aflevering 2x07)
- 1997: Murphy Brown (aflevering 10x10)
- 1997/1998: Sleepwalkers (2 afleveringen)
- 1998-2003: Buffy the Vampire Slayer - Burgemeester Richard Wilkins III / First Evil (14 afleveringen)
- 1999: Family Law (aflevering 1x11)
- 2000: Profiler (aflevering 4x15)
- 2000: Time of Your Life (aflevering 1x11)
- 2000: Charmed - Die Macht der Gefühle
- 2000: Judging Amy (aflevering 2x07)
- 2000-2003: The West Wing - Secretaris van Landbouw Roger Tribbey (2 afleveringen)
- 2001: 3rd Rock from the Sun - Alles nur aus Liebe
- 2001: Boston Public - Kein Pardon
- 2001: King of the Hill - Die Gesäß-Prothese, (spreekrol)
- 2001: The Drew Carey Show (2 afleveringen)
- 2001: The Guardian (aflevering 1x09)
- 2002: Malcolm in the Middle (aflevering 3x08)
- 2002: Roswell (aflevering 3x15)
- 2002: Philly (aflevering 1x20)
- 2003-2006: Las Vegas - Gunther (6 afleveringen)
- 2004: Dr. Vegas - Hank Harold (2 afleveringen)
- 2004: Less Than Perfect (aflevering 3x06)
- 2004: Huff (aflevering 1x02)
- 2005: Monk - Mr. Monk gegen den toten Mörder
- 2005: Jack & Bobby (aflevering 1x21)
- 2005: Medium - Joe's baas (2 afleveringen)
- 2005: Enterprise - Nathan Samuels (2 afleveringen)
- 2006: Bones - Die Frau am Flughafen
- 2006-2013: How I Met Your Mother - Clint (3 afleveringen)
- 2007: CSI: Crime Scene Investigation - Rückkehr mit Vorwarnung
- 2009: Breaking Bad - Gedächtnisschwund
- 2011: Law & Order: LA - Die Wahrheit kennt kein Vorurteil
- 2011: The Middle - Die Aufführung
- 2011: Once Upon a Time - Die leise Stimme des Gewissens
- 2012: Supernatural - Vatertag
- 2013: The Mentalist - Cowboys und Indianer
- 2014: Major Crimes - Das Testament
- 2018: Young Sheldon (aflevering 1x10)
- 2018: Disjointed - Judge Nelson (2 afleveringen)

- 2018: Criminal Minds - Der Lebensretter)
- 2018: Modern Family - Furchtlose Helden
- 2018: The Rookie - Jagdfieber
- 2018: The Resident (aflevering 2x09)
- sinds 2022: 9-1-1: Lone Star

- Bibliothèque nationale de France: cb139378568 (data)
- Gemeinsame Normdatei: 134681673
- International Standard Name Identifier: 0000 0001 1935 4384
- Library of Congress Control Number: nr97037108
- MusicBrainz: 89888021-c769-404c-8f62-43da810bc4da
- Nationale Bibliotheek van Israël: 987007426223505171
- Virtual International Authority File: 64195269
- WorldCat: E39PBJg4gdXjvM9pyJMpDTQQbd